# Setlist

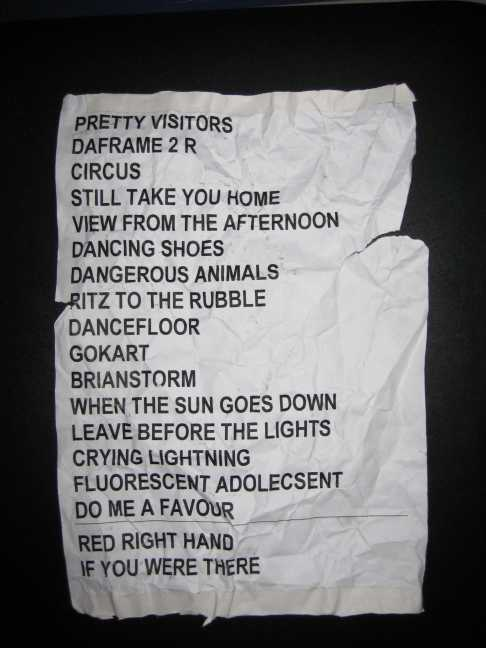
Setlist skupiny Arctic Monkeys. Skladby pod vodorovnou čárou jsou brány jako přídavky.

Setlist je pojem, kterým se v rámci živé hudby označuje seznam skladeb, které skupina během vystoupení zahraje (zahrála).
Seznam skladeb je vytištěn, nebo napsán rukou, na papír, obvykle formátu A4. Mimo názvy skladeb obsahuje i různé poznámky, například pro ladění nástrojů. V setlistu bývají zaznačeny i přídavky, které jsou odděleny vodorovnými čárami. Papír je posléze připevněn na pódium. Kapely se tohoto seznamu skladeb většinou striktně drží.
Hlavním významem setlistů je samotná dramaturgie – aby například hostující hráč hrál se skupinou v souvislých blocích koncertu. Ovšem nejdůležitějším významem setlistů je, aby jednotliví členové uskupení věděli, jaké písně budou následovat a aby zpěvák nemusel každou píseň zvlášť uvádět. Po skončení koncertů obvykle pódioví technici setlist na požádání vyžádání vydají.
Na Internetu existuje spousta stránek, které jednotlivé seznamy skladeb z koncertů archivují a dělají z nich statistiky. Některé z nich jsou zaměřeny právě na určitou skupinu.